# ألكسندر غوردون
ألكسندر غوردون (بالإنجليزية: Alexander Gordon, 4th Duke of Gordon) (و. 1743 – 1827 م) هو سياسي إسكتلندي، وكان عضوًا في الجمعية الملكية، توفي في لندن، عن عمر يناهز 84 عاماً.

## التعليم
تعلم في كلية إيتون.

## الخدمة العسكرية
خدم في الجيش البريطاني.

## جوائز
حصل على جوائز منها:
- زميل في الجمعية الملكية.